# Michał Humiecki
Michał Humiecki vel Humięcki herbu Junosza (zm. w 1799) – podolski wielmoża (graf) i generał koronny.
Patent generała otrzymał w 1782, później był generałem adiutantem króla Stanisława Augusta Poniatowskiego.
Odznaczony Orderem Szczerości przez margrabiego Brandenburg-Ansbach-Bayreuth (w 1792 order przekształcony został w pruski Order Orła Czerwonego).
W 1792 był generałem wojsk koronnych, konsyliarzem ziemi dobrzyńskiej i sędzią w konfederacji targowickiej.
Był bratem Józefa Humięckiego. Jego żona pracowała na rzecz Imperium Rosyjskiego.